# Hétfalu
Hétfalu a Romániában, Erdélyben, a Barcaság délkeleti szegletében, Brassótól keletre, a Nagykőhavas északi lábánál fekvő hét település együttes neve.

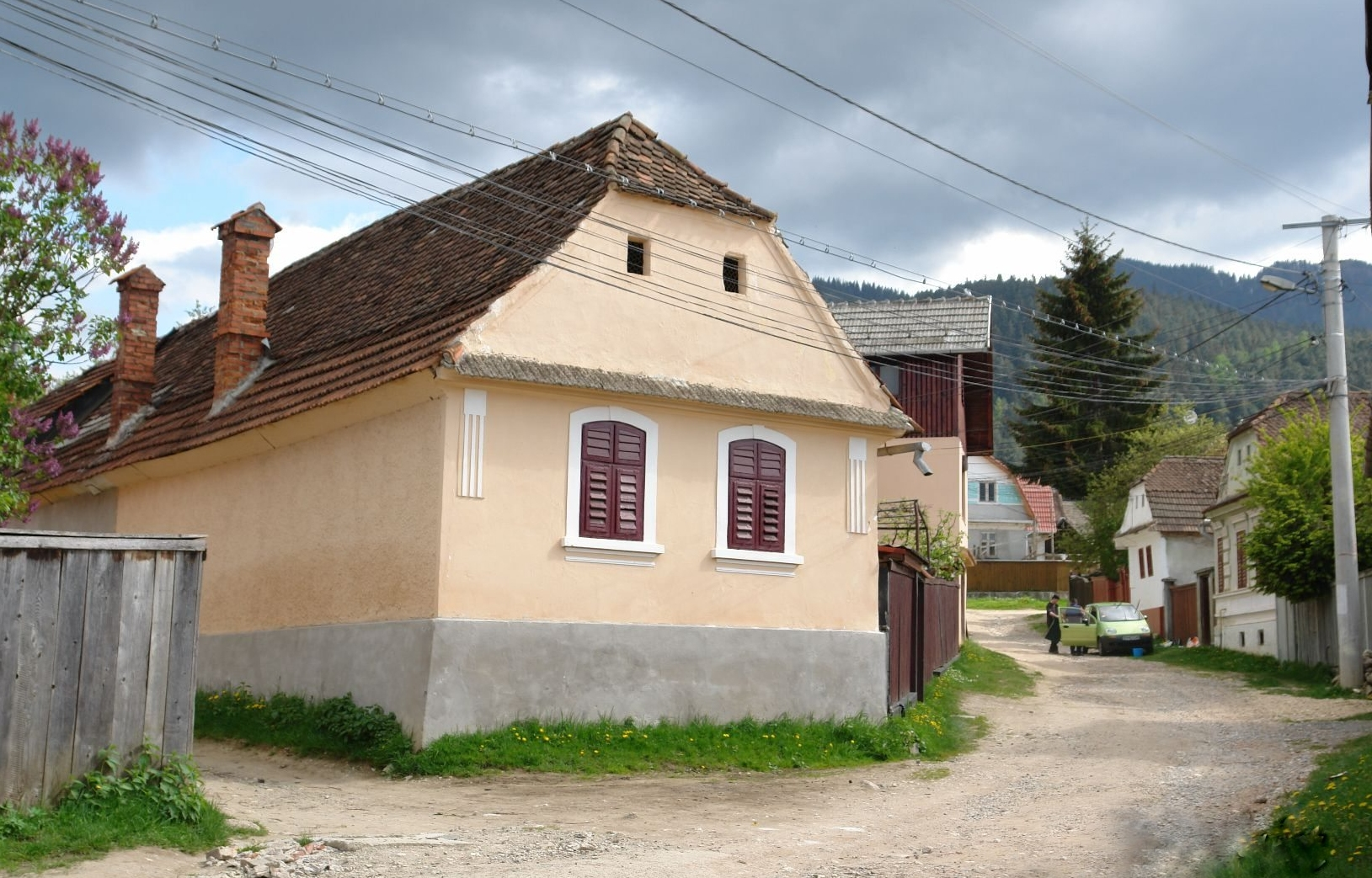
Négyfalui utcarészlet.

Eredetileg azon hét egymás mellett fekvő csángó község együttes elnevezése, melyek Brassó vármegye Hétfalusi járását képezték. E történeti hét község a következő:
- Bácsfalu
- Türkös
- Csernátfalu
- Hosszúfalu
- Tatrang
- Zajzon
- Pürkerec

A Brassóhoz közelebb eső Négyfalu  ma már teljesen összeépült és Négyfalu  néven várost alkot. A távolabbi Háromfalu (Tatrang, Zajzon és Pürkerec) különálló települések.
Kevésbé jómódú községek, csinos magyar templomokkal és iskolákkal s szépen épült házakkal. A románok rendesen a községnek a hegyre felnyúló felső részében, a magyaroktól elkülönülve laktak. 
Közigazgatásilag 1950 óta a Brassóhoz közelebb eső első négy falu (Bácsfalu, Türkös, Csernátfalu, Hosszúfalu) eggyé olvadt Négyfalu (másként Szecsele, Szecseleváros, románul Săcele) néven, a távolabbi három (Tatrang, Zajzon és Pürkerec) együttesen Tatrang községhez tartozik, de különálló települések.

## Története

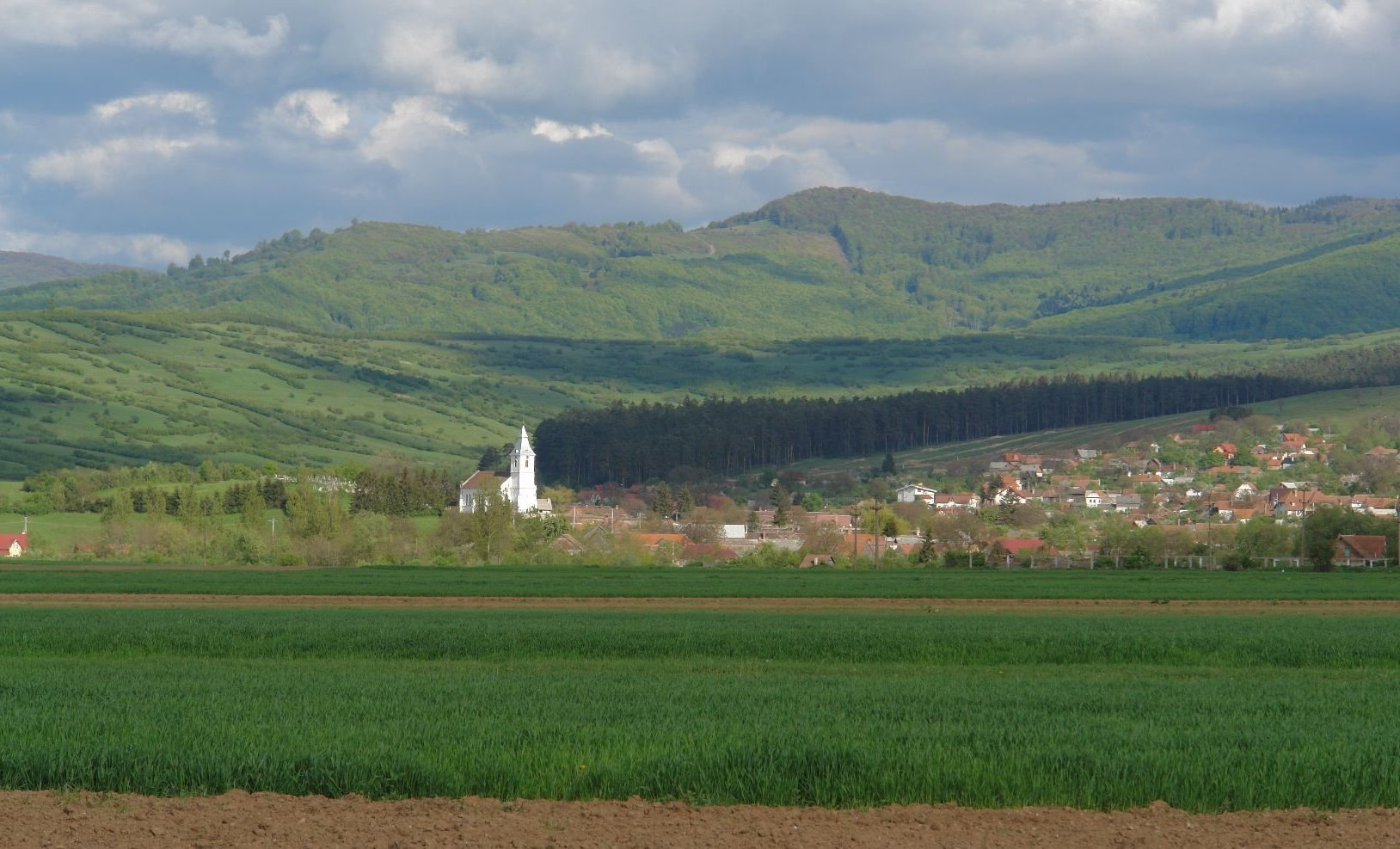
Pürkerec és a Bodzafordulói havasok

Hétfalusi csángó tánc - 1918

Hétfalu nevét 1366-ban, Törcsvár tartozékai közt említették először az oklevelekben.
Az oklevelekben Hétfaluról fennmaradt adatok szerint 1500-tól Hétfalu Brassó zálogbirtokaként szerepelt. 1544-ben Hétfaluban már magyar iskolát talált a vizitáció. 1649-ben a brassói főbíró a hétfalusi csizmásoknak és tabakoknak már engedélyezte az iparűzést, de azzal a feltétellel, hogy idegeneket nem taníthatnak ki mesterségükre. 1652-ben Apácával és Krizbával együtt Hétfalu teljesen Brassó tulajdonába került.
A magyarokat a szomszédos székelyek hétfalusi csángóknak nevezik, akik valószínűleg a 11. században a Barcaságban megtelepült magyar és besenyő határőrök leszármazottai, akiknek eredeti gyér népessége a kora Árpád-korban a Dél-Erdélyben lakó, Fehér vármegye területéről érkezett magyarokból (székelyekből) gyarapodott, és alaprétege a székelyek végső megtelepedését megelőzően vagy azzal egyidőben, a 12. század vége–13. század eleje körül kialakult.
Hétfalu eredetileg királyi birtok volt, melynek egyes részeit a 14–15. században kezdték eladományozni, majd
II. Ulászló király Brassó városának zálogosította el. A zálogbirtok visszaváltása azonban a központi királyi hatalom összeomlása után nem történt meg, ezzel Brassó másfélszázados ellenkezés dacára jobbágysorba süllyesztette az egykor szabadalmas jogállású, határőrző Hétfalu lakosságát.
A szász polgárság földesurasága társadalmi, gazdasági és egyházi elnyomás volt, és a hétfalusi csángók kultúrájában jellegzetes nyomokat hagyott; így például az evangélikus vallás követését is. Vallásra nézve 1890 körül volt Hétfaluban 10.366 ágostai hitvallású és 9066 görögkeleti személy volt.
Hétfalu lakossága, mivel földje kevés volt, a szomszédos szász községekben vállalt munkát (feles bérleteket), emellett fakitermeléssel, és fuvarozással is foglalkozott.
Az 1800-as évek második felében pedig – különösen a vasutak megépülése után – Hétfalu magyar és román
lakossága nagy arányban vándorolt ki Óromániába. A hétfalusi csángók különösen Bukarestben
alkottak erős diaszpórát, ahol a városi személyfuvarozást (bérkocsi, később taxi) az 1930-as évekig nagyrészt ők látták el.